# Twisted Nails of Faith
Twisted Nails of Faith è il primo singolo dei Cradle of Filth, tratto dall'album Cruelty and the Beast del 1998.
Il singolo è stato distribuito in 500 copie.

## Il disco
È composto dal brano che dà il titolo al singolo e dal suo remix.

## Curiosità
- È stato omesso il "The", presente all'inizio del titolo, della traccia contenuta nell'album  (The Twisted Nails of Faith).
- Il remix è presente nelle edizioni limitate dell'album Cruelty and the Beast.

## Edizioni
Sono quattro le edizioni pubblicate di Twisted Nails of Faith:
- La prima è la principale.
- La seconda contiene, anche, la traccia Twisting Further Nails (Radio Edit) nel Lato B.
- La terza contiene la traccia Twisted Nails of Faith (Dance Version) nel Lato A e, gli altri due brani nel Lato B (ordine invertito).
- La quarta è identica a quella elencata qua sotto..

## Tracce
Testi a cura di Dani, musiche dei Cradle of Filth..eccetto dove indicato!

### Lato A
1. Twisted Nails of Faith – 6:50

### Lato B
1. Twisting Further Nails (The Cruci-Fixion Mix) – 5:30 – remix fatto da Damien Clarke, Lecter e Paul Drake

## Formazione
- Dani Filth - voce
- Stuart - chitarra
- Gian - chitarra
- Robin Graves - basso
- Lecter - tastiera
- Nicholas - batteria